# Fistulipora bohatyi
Fistulipora bohatyi är en mossdjursart som beskrevs av Ernst 2008. Fistulipora bohatyi ingår i släktet Fistulipora och familjen Fistuliporidae. Inga underarter finns listade i Catalogue of Life.